# Warszawa Olszynka Grochowska
Warszawa Olszynka Grochowska – przystanek osobowy Polskich Kolei Państwowych, najdujacy się u zbiegu ulic Chłopickiego i Makowskiej w dzielnicy Praga-Południe w Warszawie
Zatrzymują się na nim pociągi kolei miejskiej operatora Szybka Kolej Miejska w Warszawie i regionalne operatora Koleje Mazowieckie.

## Ruch pasażerski
| Rok  | Wymiana roczna | Wymiana pasażerska na dobę | miejsce w Polsce |
| ---- | -------------- | -------------------------- | ---------------- |
| 2017 | 986 000        | 2700                       | 91               |
| 2018 | 803 000        | 2200                       |                  |
| 2019 | 1 020 000      | 2800                       | 96               |
| 2020 | 720 000        | 2000                       | 81               |
| 2021 | 730 000        | 2000                       | 97               |
| 2022 | 803 000        | 2200                       |                  |
| 2023 | 474 500        | 1300                       |                  |

## Opis
Obok przystanku zlokalizowana jest stacja postojowa Warszawa Grochów stanowiąca zaplecze stacji Warszawa Wschodnia. Na jej terenie obsługiwane są lokomotywy, pociągi zespołowe i wagony pociągów rozpoczynających i kończących bieg na Warszawie Wschodniej. Częścią stacji technicznej jest pętla do zawracania pociągów przez lasek Olszynka Grochowska oraz hala całopociągowa.
Przystanek znajduje się na linii Warszawa−Dęblin, która powstała jako Kolej Nadwiślańska. W miejscu przystanku w czasie bitwy grochowskiej w 1831 roku ranny został generał Józef Chłopicki. Przy jego budowie przestawiono krzyż upamiętniający w pobliże znajdującego się nieopodal Instytutu Kolejnictwa.
Przystanek składa się z jednego wysokiego peronu wyspowego. Pośrodku peronu znajduje się pawilon. Znajdująca się w nim mała poczekalnia i nieczynna kasa biletowa są zamknięte i niedostępne dla podróżnych. Przedłużony dach budynku stacyjnego stanowi częściowe zadaszenie peronu.
Na południowej głowicy peronu, przy kładce dla pieszych znajduje się przejazd kolejowy. Jest zabezpieczony rogatkami. Znajduje się w ciągu ulicy Chłopickiego.
Przy południowej głowicy peronu, wzdłuż ulicy Chłopickiego, znajdowało się przejście nadziemne (kładka). W sierpniu 2023 została zdemontowana w ramach rozpoczętej w tym samym roku przebudowy linii kolejowej nr 7. W miejscu rozebranego peronu wybudowano nowy. Zachowano znajdujący się na nim pawilon, wymieniając jednak okna i drzwi na plastikowe.

## Połączenia
| Przewoźnik         | Linia | Trasa                                                      |       |
| ------------------ | ----- | ---------------------------------------------------------- | ----- |
| SKM Warszawa       | S1    | Otwock – Warszawa Olszynka Grochowska – Pruszków           | [ 6 ] |
| Koleje Mazowieckie | R7    | Warszawa Zachodnia – Warszawa Olszynka Grochowska – Dęblin | [ 7 ] |

## Dojazd
Do przystanku można dojechać autobusami Zarządu Transportu Miejskiego  wysiadając na przystanku końcowym PKP Olszynka Grochowska.